# あのクズを殴ってやりたいんだ
『あのクズを殴ってやりたいんだ』（あのクズをなぐってやりたいんだ）は、2024年10月8日から12月10日までTBS系「火曜ドラマ」枠で放送されたテレビドラマ。主演は奈緒。

## あらすじ
市役所の観光課職員として働く主人公・佐藤ほこ美は、結婚式当日に婚約者の浮気が発覚し逃げられてしまう。
式場の費用を全額支払う羽目になった挙句、同居していた家からも追い出され、職場では噂が広まり有名人となってしまう。そんな人生どん底のほこ美の前に、金髪のカメラマン・葛谷海里が現れ、「このままじゃ負けっぱなしだ」と、婚約者からお金を取り返すように背中を押す。
翌日、偶然通りかかったボクシングジムの「羽根木ジム」の看板を見て、自分も習っていたら婚約者を殴れたのだろうかとぼんやり思う。中から出てきた会長の成に見学するように勧められ、「どれくらいで殴れるようになるか」と尋ねるが、会長の娘でトレーナーのゆいに「そんなに甘い世界じゃない」と厳しさを突きつけられ、逃げるように立ち去ってしまう。
その後海里の手助けがあって、婚約者からお金を取り戻すことに成功する。傷心で気落ちしていたほこ美に手を差し伸べ、優しい言葉を掛けてくれる海里に対し、「運命の人かもしれない」という気持ちを抱く。
しかし海里の本性は正真正銘の「クズ男」で、女性関係にだらしない人たらしであることが発覚する。ほこ美に近づいたのは、婚約者から取り返した分だけ自分に貢いでもらうことが目的であった。
今までの言葉がすべて嘘であり、自分が利用されていたことを知ったほこ美は、怒りのままに海里に殴りかかろうとする。が、バランスを崩して転んでしまい、握った拳は空を切る。海里はそんな彼女を見て嘲笑うかように「本当に面白いね」と言い、その場を去る。
その次の日、ほこ美は全力疾走で「羽根木ジム」へと向かい、門をくぐる。二度もクズ男を殴れなかったほこ美は、もうあんな男に泣かされるのは嫌だ、負けっぱなしの人生を変えたいという強い想いを胸に、入会を申し込む。
「あのクズを殴ってやりたいんです！」
こうしてほこ美は、今まで全く縁のなかったボクシングと出会い、勝負の世界へ足を踏み入れることになる。
一方で、常にへらへらとしていて掴みどころがない海里だが、何故かボクシングの知識があり、その奥にどこか暗い影を見せる。実は海里も、かつては羽根木ジムに所属していたボクサーである。しかし、過去に起きたある出来事が原因で、ボクシングからは目を背けるようになり、トラウマを抱え続けていた。
ほこ美がボクシングに打ち込んでいく成長物語、海里が過去と向き合い今後の生き方を見直す様子、そんな二人の不器用ながらも微笑ましい恋愛模様が描かれていく。

## キャスト

### 主要人物
佐藤ほこ美（さとう ほこみ）〈29〉
演 - 奈緒（中学生時代：竹村あやか）
主人公。かわさき市役所の観光課職員として働く。チョコレートが好物。
母子家庭に育ち、実家はスナックを経営する。スナックのママである母親の明美、妹のさや美、その娘の美々と暮らす。
性格は真面目で、超がつく安定志向。奨学金で大学院まで行き、今の市役所に就職した。昔から実家がスナックであることを同級生に馬鹿にされ、母親が数々のダメ男と付き合っては逃げられる様子を見てきたことから、母親と同じようにはならないと堅実な人生を歩もうとする。
婚約していた彼氏がいたが、結婚式当日に浮気が発覚し逃げられてしまう。その後音信不通となり、費用を全額負担する羽目になった挙句、同居していた家からも追い出されてしまう。
式場で自分が逃げられる瞬間を海里に撮られており、その写真を拾ったことで海里と知り合う。「負けっぱなしだ」とお金を取り返すよう背中を押され、費用を半額取り戻すことに成功する。
傷心の自分に優しい言葉を掛ける海里に惹かれ、「運命の人だ」と思っていたのも束の間、それらが全て嘘であったことが後に判明する。「婚約者から取り返した分、貢いでくれそうだったから」と言う理由で近づき、自分が利用されていたことを知って激怒する。海里に「クズ、最低」と言い放ち、その場で殴りかかろうとするも転んで、笑われてそのまま置いていかれてしまう。
翌日怒りのままに走り、「あのクズを殴ってやりたい」という気持ちを胸に、羽根木ジムに入会する。
ボクシングを始めたことで、海里が過去にあるトラウマを抱えていることを知り、今後の彼の生き方に大きな影響を与えることになる。

葛谷海里（くずや かいり）〈31〉
演 - 玉森裕太
金髪の謎の男。昼はカメラマンとして働き、夜はバーテンダーのアルバイトをしている。後輩の悟とルームシェアをして生活している。ほこ美のことを「ほっこー」と呼ぶ。
見た目の美しさと人当たりの良さから、女性からの人気が高く、複数の女性と交際してはデートを繰り返している。
飄々とした性格で掴みどころがなく、人たらしである上に、相手への気遣いに欠ける言動が多いため、度々ほこ美やゆいを怒らせている。
ほこ美の結婚式当日にカメラマンとして式場にいたところ、偶然ほこ美が婚約者に逃げられる現場を目撃し、その瞬間を撮影する。
その後、ほこ美が婚約者から費用を取り返せるように場を設け、手助けをする。
気落ちするほこ美に優しく手を差し伸べ、気があるかのように振る舞うが、それらは全て計算で、正体はその名の通り「クズ男」であることが判明する。ほこ美を救うフリをして、自分に貢がせる目的で彼女に近づいていた。この出会いが、ほこ美がボクシングを始めるきっかけとなる。
本性を明かしてからも、仕事やボクシングを通してほこ美と何かと関わるようになる。最初は彼女のことを面白がり、会う度にからかっていたが、真っ直ぐな優しさとひたむきにボクシングと向き合う姿を見て、特別な想いを抱くようになる。
実は元プロボクサーで、かつて羽根木ジムに所属していた。しかし、7年前に起きたある出来事をきっかけにボクシングから離れ、現在のような生活を送っている。ボクシングは愚かスポーツ全般も避けていたが、ほこ美とボクシングを始めたことで、過去のトラウマと向き合い、これからの人生を改めていくことになる。

### 羽根木ジム
ほこ美が通うボクシングジム。
ゆいと成の父娘二人三脚で経営しており、ボクサーたちの育成に熱心に励む。
かつては海里も所属していた。
羽根木ゆい（はねぎ ゆい）
演 - 岡崎紗絵
「羽根木ジム」の会長の娘。選手たちのトレーナーを努めている。
男勝りな性格で、姉御肌。自分にも他人にも厳しいが、誰よりも選手の立場を第一に考え、親身にサポートしている。
習い事のような感覚で新人をジムに入会させるのを嫌っており、その考え方の違いから度々父親の成とぶつかっている。
見学に訪れたほこ美に対しても最初はきつく当たり、「ボクシング舐めてんの？」と追い返した。
海里とは共に練習をした仲で、彼がボクシングを辞める原因となった過去の事情をよく知っており、複雑な思いを抱えている。その件については触れられたくない部分があり、海里との関係や過去の出来事に何かと関わってくるほこ美の存在を疎ましく思い、当初は冷たく突き放す態度を見せた。
しかしトレーナーとしてほこ美と接するうちに、辛い練習にもめげない芯の強さと飾らない明るさに触れ、徐々に心を許す。
そして、ほこ美を通して海里が再び立ち直り、ボクシングに目を向けるようになった姿を見て、彼女を認めて受け入れるようになる。以来、ほこ美の専属トレーナーとして恋愛面も含め、献身的に支える。
羽根木成（はねぎ なり）
演 - 渡部篤郎
「羽根木ジム」の会長でゆいの父親。元ボクサーで日本チャンピオン。娘のゆいと二人三脚で選手たちを指導している。
ジムの経営状況を良くしようと、少しでも入会者を増やすため、誰にでも気軽に声を掛けては見学を勧めている。しかし、ゆいが厳しい言葉を掛けて追い返してしまうため、度々口論になっている。
自身の年齢とジムの経営の難しさに限界を感じており、60歳を迎えたらジムを閉めようと考えていた。ほこ美に対しても、最初はボクシングを好きになってもらえたら良いという程度に思っていた。
しかし驚異的なスピードで成長する姿を目の当たりにして、彼女しか持っていない光る才能を感じ取り、再び情熱を取り戻す。
ほこ美のことを、海里がボクシングを辞めて以来、初めて本気で育てたいと思った選手だと話す。
海里のことを、息子のように大切に思っている。彼がジムを去って以来、連絡が取れず行方を知らずにいたが、ほこ美の話を聞いて彼の居場所を知った時は、取り乱した様子で駆け付けた。
「スナック明美」の常連客で、明美とはプライベートでも相談に乗る仲である。明美から、ほこ美がボクシングを続けることへの不安を打ち明けられた際には、十分に理解する態度を見せる。
市原香織（いちはら かおり）
演 - 晝田瑞希
「羽根木ジム」に所属する、期待の女子ボクサー。
ゆいに絶大な信頼を寄せており、自身の試合の時にはセコンドをお願いする。
神戸正司
演 - 松浦慎一郎
「羽根木ジム」のトレーナー。
元プロボクサーで、現在は引退している。
ゆいたちと共に、ほこ美をはじめ、選手の練習相手を熱心に努める。

### かわさき市役所
大葉奏斗（おおば かなと）〈31〉
演 - 小関裕太
市役所の企画政策室勤務のエリート公務員。
面倒見の良い性格で、誰とでも気さくにコミュニケーションと取ることが出来る。
仕事が出来て性格も良い、いわゆる「良い人」で、撫をはじめ、佐藤家の女性たちからの人気が高い。
後輩であるほこ美のことをよく気に掛けており、仕事だけでなくプライベート面でも彼女を手助けしている。
新田撫（にった なで）
演 - 玉井詩織（ももいろクローバーZ）
ほこ美の同期で友人。市民課勤務。
立ち回りが器用で、かなりの情報網。
明るい性格だが、ちゃっかりした計算高い部分がある。女を武器に使って、男性上司たちに媚びを売る場面が多く見られる。
大葉に目を付けており、彼の姿を見つけては近づいて気に入られようと努力している。
悟とは友人関係で、プライベートで度々食事をしており、彼から海里の過去の情報を入手している。
裏表が激しく、表面上はほこ美の良き友人として振舞っているが、内心では優秀で上司からの信頼も厚い彼女に対して嫉妬心を抱いている。
仕事にボクシング、恋愛と全てが順調で幸せそうなほこ美を影で妬んでおり、悟に愚痴を漏らしている。
小島俊（こじま しゅん）
演 - 浅野竣哉
観光課勤務のほこ美の後輩。
何事もコスパ重視の冷めた性格で、興味がない事や面倒な仕事を嫌う。
思ったことをそのまま口に出すため、人の気持ちや場の空気を読まない生意気な発言が目立つ。
ほこ美とは机が隣どうしで、仕事面では何かと頼る場面が多い。
倉持一利（くらもち かずとし）
演 - 山本博（ロバート）
観光課の課長で、ほこ美の上司。
部下たちとの距離感は近いが、強く言われると反論できない部分がある。
ほこ美の熱心な仕事ぶりを評価しており、大きな仕事を任せる際は彼女を信頼し、心から応援している。
ほこ美の結婚式が中止になった時には、戸惑いながらも彼女を気遣い、励ます言葉を掛けた。

### 佐藤家
佐藤さや美（さとう さやみ）
演 - 鳴海唯
ほこ美の妹。娘を持つシングルマザー。
明美が経営する実家のスナックを手伝いながら、一人娘の美々を育てている。姉であるほこ美のことは「ねえね」と呼ぶ。
ほこ美とは正反対の自由奔放な性格で、18歳で家を出たが、母親の明美と同じく多くのクズ男と付き合っては破局してきた。
実家に出戻ってきたほこ美との同居に難色を示すが、婚約者に逃げられ家も追い出された姉を不憫に思い、渋々了承した。
美々の父親である元旦那とは、好きだから一緒にいたが結婚願望がなく、妊娠が発覚して強引に結婚するも考え方は変わらず、離婚した。
自身の経験から「クズ男と恋愛しても幸せにはなれない」という考えを持っており、ほこ美が海里と付き合うことについても当初は「辞めた方がいい」と忠告した。
自身と姉が似てないことは自覚しているが、姉妹仲は良い。真面目で真っ直ぐなほこ美の性格をよく理解しており、姉の心を傷付ける者には容赦しない、姉想いの一面がある。
美々のことを心から愛しており、誰よりも大切にしている。
佐藤美々（さとう みみ）
演 - 磯村アメリ
さや美の一人娘で、ほこ美の姪。明美の孫。小学校2年生。
愛らしい少女だが、年齢のわりにかなりませている。
母親のさや美をはじめ、佐藤家の女性たちの男運の悪さを物心つく頃から見て育ったせいか、恋愛に関してはかなり冷静な視点で発言をする。
周りの大人たちを俯瞰して分析している部分があるが、祖母の明美や叔母のほこ美にはよく懐いている。
佐藤明美（さとう あけみ）
演 - 斉藤由貴
ほこ美とさや美の母。美々の祖母。
小さなスナックを経営しており、「スナック明美」のママとして働く。

### その他
相澤悟（あいざわ さとる）
演 - 倉悠貴
海里のカメラマンアシスタント。海里と同居している。平山大地の弟だと判明する（第9話）。
柏木志乃（かしわぎ しの）
演 - 堀田茜
モデル。海里と懇意にしている。
竹本則男（たけもと のりお）
演 - 玉袋筋太郎
「スナック明美」の常連客。
常連客A
演 - ニシダ・コウキ（ラランド）

梅津孝介
演 - 伊藤浩志
「スナック明美」の客。
松野平太（まつの へいた）
演 - 板倉武志
「スナック明美」の客。
平山大地
演 - 大東駿介（第2話 - ）
家出していた海里をボクシングの世界に引き込んだ先輩。かつては海里のコーチもしていたが、更なる高みを求めて高良ジムへ移籍。7年前に海里と対戦し、試合後に不幸にも死去した。
朝倉修太郎
演 - 安井順平（第6話 - ）
スポーツカメラマン。海里は彼のアシスタントに応募する。

### ゲスト

#### 第1話
寺山衛
演 - 宮崎秋人
ほこ美の交際相手。結婚式当日に結婚は辞める、と式場から逃げ出す。
明美の彼氏
演 - 那須川天心
篠塚みずほ
演 - 小野木里奈（最終話）
ほこ美の試合での対戦相手。
あやか
演 - 新羅美玲
寺山衛の新しい彼女。
鶴見
演 - 中村隆希
「スナック明美」の客。
遠藤
演 - 名取えりか
ほこ美が結婚式を挙げる予定だった式場「ヒルサイドクラブ迎賓館」のスタッフ。
明美の彼氏
演 - 辻川慶治
「10万円貸して」とカネを借りたまま消えた明美の昔の彼氏。
中学生、女子生徒A、女子生徒B
演 - 斉藤應之介、ここな、笹川椛音
「お前の母ちゃんクズ男ホイホイみたいだって」とほこ美をからかう中学時代のクラスメイト。
店主
演 - 坂中久志（第2話・第4話）
屋台のラーメン屋「ちゃん吉」店主。
- やまきひじり

#### 第2話
絵麻
演 - 冨手麻妙
海里に入れあげる女性。
中古ブランドショップの店員
演 - 那須川天心
海里がネックレスを売りに訪れた「おたからや」の店員。
佐々木春代
演 - 倉野章子（第5話）
仲見世商店街の活性化プロジェクトでほこ美たちが取材するレストラン「フットレスト」の店主の妻。
板垣
演 - 小林正樹
同プロジェクトでほこ美たちが取材する古書店「板垣書店」の店主。
店主
演 - 安藤広郎
同プロジェクトでほこ美たちが取材する喫茶店「珈琲 MA RI MO」の店主。
男たち
演 - 川野雄平、掛川将希、苅田裕介
天祖神社の境内で縄跳び練習するほこ美に因縁を付ける動画配信者の男たち。

#### 第3話
真希
演 - 鶴田美月
海里とパチスロデートをしている女性。
消防士（ポスター）
演 - 那須川天心
夏の火災予防運動の啓発ポスターのモデル。
富岡陸夫
演 - 橋本じゅん（第5話）
神奈川県議会議員。海里の実の父親。

#### 第4話
ボクサー
演 - 福家由布季
市原香織の対戦相手。
医師
演 - 細渕敬史
現役ボクサー時代に羽根木ゆいを診断した医師。網膜裂孔でこのまま続ければ失明する可能性が高く、もうボクシングは出来ませんと告げる。
リングアナウンサー
演 - 冨樫光明

警官（ポスター）
演 - 那須川天心
交通安全推進ポスターのモデル。
- 佐藤太助[20]

#### 第5話
平山克典、平山みちえ
演 - 橋爪淳、貝瀬知花
平山大地の両親。
サラリーマン
演 - 那須川天心
定食屋「アスショク」で大葉に席を譲るサラリーマン。
西
演 - 黒宮けいた
「STUDIO 西」のカメラマン。相澤が推薦した海里を一旦は採用するが、海里がボクシングで相手を死なせた噂を聞いて前言を翻す。
女性
演 - 菊池柚花、古田愛理、西川茉佑
海里たちとカラオケパブに繰り出す女性。

#### 第6話
歯医者の患者
演 - 那須川天心
大葉とゆいが通う「ふるさと歯科クリニック」の患者。
坂本みや
演 - 和田千夜美
ほこ美が出稽古のスパーリングで対戦した選手。
担当者
演 - 相田雄一郎
海里が撮影した小学生のバスケットボールの担当者。朝倉修太郎がアシスタントを探していると海里に伝える。
スタッフ
演 - 高橋ユキノ
朝倉修太郎事務所のスタッフ。
黒木
演 - 黒木敬太朗
プロテストに落ちた羽根木ジム生。

#### 第7話
井崎勇也
演 - 濵田崇裕（友情出演）
海里の昔のスパーリング仲間。現在は金子ジムで世界チャンピオンを目指している。
上司
演 - 越川みつお
5年前、数字の桁を間違えた新田撫を叱ったかわさき市役所での上司。
部長
演 - マコト
市役所から支給されているノートPCを紛失したほこ美に激怒する。
カメラマン
演 - 那須川天心
海里と一緒に朝倉事務所で働くカメラマン。
バレーボールチーム
演 - 東京グレートベアーズ
朝倉と海里が撮影に赴いたバレーボールチーム。

#### 第8話
空港の客
演 - 那須川天心
海里と同じ便で日本に帰国しようとしていた男性客。
花本香奈
演 - 吉本実憂（第9話）
出稽古のスパーリングでのほこ美の対戦相手。ほこ美をノックアウトして病院送りにする。
店員
演 - Randy Sithole
ハンドメイドジュエリーも販売するハンバーガー屋の店員。海里はほこ美に贈るペンダントを購入する。
K. Williams
演 - Ananda Jacobs
WESTSIDE AIRWAYSのグランドスタッフ。悪天候のため日本行きの便はキャンセルだと告げる。

#### 第9話
クラブの男
演 - 那須川天心
海里が悟を捜しに行ったクラブのステージで踊るダンサー。
司会者
演 - 冴木柚葉
海里が新人賞を受賞したスポーツフォトアワード2024の司会者。
新藤啓二、看護師
演 - 橋本恵一郎、佐藤遥
ほこ美が入院した杉田総合病院の医師と看護師。
スタッフ
演 - 藤野政貴
スチール撮影のスタジオに遅刻した海里に「今日はキャンセルさせてもらっていいですか」と話すスタッフ。
男性
演 - 高塚一太朗
悟を捜す海里から声をかけられる。
- 山崎樹[24]

#### 最終話
プロボクサー（写真）
演 - 那須川天心
海里の写真展「前進」で写真が展示されたボクサー。
医師
演 - 園田裕樹
ほこ美にボクシング練習再開の許可を出す。
工員
演 - もりりょう、ダンディ由輝、加賀谷圭
やさぐれた海里が住み込みで働く工場の同僚たち。
男
演 - 高嶋宏一郎
仲間と酒盛りをしていたところに通りかかった海里に缶を倒され激昂する男性。
リングアナウンサー、レフェリー
演 - 須藤尚紀、飯田徹也
ほこ美のデビュー戦を担当した。

## スタッフ
- 脚本 - 泉澤陽子、鹿目けい子[1]
- 音楽 - fox capture plan
- 主題歌 - PEOPLE 1「メリバ」（Pollyanna Records）[57]
- ボクシング指導 - 松浦慎一郎[58]
- 医療監修 - 中澤暁雄
- 演出 - 岡本伸吾、石井康晴、小牧桜[1]
- プロデュース - 戸村光来、佐井大紀、宮﨑真佐子[1]
- 製作著作 - TBS[1]

## 放送日程
| 話数                                                                        | 放送日   | サブタイトル                    | 脚本       | 演出     | 視聴率 |
| --------------------------------------------------------------------------- | -------- | ------------------------------- | ---------- | -------- | ------ |
| ROUND1                                                                      | 10月08日 | 負けっぱなしは嫌だ!             | 泉澤陽子   | 岡本伸吾 | 6.6%   |
| ROUND2                                                                      | 10月15日 | あのクズの正体                  | 泉澤陽子   | 岡本伸吾 | 5.5%   |
| ROUND3                                                                      | 10月22日 | あのクズなんて好きにならない!   | 鹿目けい子 | 石井康晴 | 5.5%   |
| ROUND4                                                                      | 10月29日 | あのクズの大切な人              | 泉澤陽子   | 石井康晴 | 5.6%   |
| ROUND5                                                                      | 11月05日 | あのクズの告白                  | 鹿目けい子 | 岡本伸吾 | 5.0%   |
| ROUND6                                                                      | 11月12日 | 走り出したクズと恋              | 泉澤陽子   | 小牧桜   | 5.0%   |
| ROUND7                                                                      | 11月19日 | 初デート?!恋敵の燃える気持ち    | 鹿目けい子 | 石井康晴 | 4.2%   |
| ROUND8                                                                      | 11月26日 | 恋のバトル?!やっぱり好きだ…!    | 泉澤陽子   | 石井康晴 | 5.2%   |
| ROUND9                                                                      | 12月03日 | 幸せでいてほしい…あのクズの選択 | 鹿目けい子 | 小牧桜   | 4.9%   |
| FINAL                                                                       | 12月10日 | あのクズが大好きだ!             | 泉澤陽子   | 岡本伸吾 | 5.7%   |
| 平均視聴率 5.3%（視聴率はビデオリサーチ調べ、関東地区・世帯・リアルタイム） |          |                                 |            |          |        |

## オリジナルサイドストーリー
『あの夜を許してやりたいんだ』と題されたオリジナルサイドストーリーが配信。2024年11月12日22時57分からTVerにて独占配信。「スナック明美」が舞台のワンシチュエーションラブコメディで、本編では未出のキャストたちの様々な姿が描かれている。

### キャスト（サイドストーリー）
- 大葉奏斗 - 小関裕太
- 新田撫 - 玉井詩織（ももいろクローバーZ）
- 佐藤さや美 - 鳴海唯
- 小島俊 - 浅野竣哉
- 佐藤ほこ美 - 奈緒（特別出演）

### スタッフ（サイドストーリー）
- 脚本 - 湯田美帆[70]
- 演出 - 佐井大紀、伊藤弘晃[70]
- プロデュース - 佐井大紀、戸村光来、宮﨑真佐子
- 制作著作 - TBS

### 配信日程
| 話数   | 放送日   | サブタイトル      | 演出     |
| ------ | -------- | ----------------- | -------- |
| 第1話  | 11月12日 | そういうていで    | 佐井大紀 |
| 第2話  | 11月19日 | 目に見えないもの  | 佐井大紀 |
| 第3話  | 11月26日 | フレンズ          | 伊藤弘晃 |
| 第4話  | 12月03日 | カルマ            | 伊藤弘晃 |
| 最終話 | 12月10日 | Life is Beautiful | 佐井大紀 |